# Rab ember fiai (film)
A Rab ember fiai 1979-ben készült színes tévéfilm Móra Ferenc azonos című regénye alapján.

## Történet
|  | Alább a cselekmény részletei következnek! |

|  | „...Erdélyország I. Apafi Mihály nagyságos fejedelem országlásának idején...” |
|  |                                                                               |

Ezzel a mondattal kezdődik a film, miközben Cselevi bég – a nagyváradi pasa követeként – Apafi Mihály fejedelem udvarába tart. A pasa azért küldi a fejedelemhez, hogy sarcot kérjen. A fejedelem 200 aranyat küld a pasának egy sólyom szárnyai alá kötve. A pénzt Szitáry Kristóffal küldi el, akit az út feléig elkísér két fia is. Útközben betérnek a kalmár Piszliczár házába, s ott töltenek egy éjszakát, majd reggel már csak Szitáry Kristóf folytatja az utat Nagyváradra. A pasa örömmel fogadja, de amint kibontja a pénzes zacskókat, abból kövek és patkó darabok potyognak ki. Azonnal tömlöcbe vetteti Szitáry Kristófot, s meneszti Cselevi béget Kolozsvárra, hogy mondja el a történteket a fejedelemnek. Szitáry Kristóf kegyvesztett lesz, fiainak is menekülniük kell a fejedelem haragja elől. A két fiú találkozik Pipitérrel, akivel együtt mennek vissza Nagyváradra, apjukat kiszabadítani. Tervük azonban nem sikerül, a pasa fogságba ejti a két fiút, de Cselevi bég segítségével sikerül megszökniük. Pipitér segítségével az Ecsedi-lápon az Isten szigetére mennek, ahol felkészülnek apjuk kiszabadítására. Később csatlakozik hozzájuk a fejedelem fia is, aki szintén a segítségükre lesz tervük megvalósításában. Sok kaland és megpróbáltatás után ez sikerül is, és még az is kiderül, hogy a fejedelem 200 aranyát a kalmár Piszliczár lopta el. Piszliczárt rabláncon vitték Kolozsvárra, Szitáry Kristóf pedig újra szabad lett.
|  | Itt a vége a cselekmény részletezésének! |

## Szereplők

### Főszereplők
- I. Apafi Mihály fejedelem – Szirtes Ádám
- Szitáry Kristóf – Bitskey Tibor
- Szitáry Tamás – Radnai György
- Szitáry Ádám – Szűcs Gábor
- Fejedelemfi – Kovács Krisztián
- Fejedelemasszony – Medgyesi Mária
- Pipitér – Szilágyi István
- Piszlicár, a görög kalmár – Garas Dezső
- Iluci, Piszlicár lánya – Vass Éva (szinkronhangja: Detre Annamária)
- Cselevi bég – Csákányi László
- Búzát (Buzáth) Gáspár várkapitány – Farkas Antal
- Hajdár váradi basa – Miklóssy György
- Búzát Gáspár (fő)vadásza – Gyenge Árpád
- A fejedelem „innya” (ital)kóstolója – Romhányi Rudolf
- Ebeczky – Szerencsi Hugó
- a fejedelem udvaronca – Polgár Géza
- Murmuc (majom)

### További szereplők
Almássi Albert, Bánhidi László, Forgács László, Fekete Alajos, Hajdu Endre, Kuna Károly, Kutas József, Németh László, Orosz István, Oszterbauer Ferenc, Szegedi J. Tamás, Szvitek György,.

## Készítők
- Jelmeztervező – Wieber Marianna
- Hang – Hegedűs László
- Maszk – Vitray Júlia
- Fővilágosító – Szirmai Árpád
- Felvételvezető – Bánk Lászlóné
- Speciális effektusok – Bodrossy Félix és Duba László
- Zeneszerző – Ránki András
- Fényképezte – Lakatos Iván
- Építész – Varga Antal